# Wayne Morse

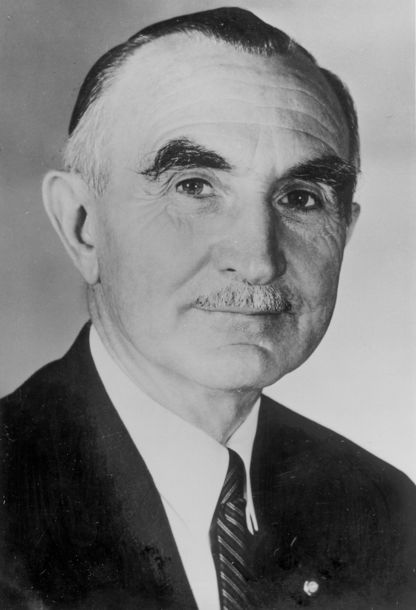
Wayne Morse

Wayne Lyman Morse, född 20 oktober 1900 i Madison, Wisconsin, död 22 juli 1974 i Portland, Oregon, var en amerikansk politiker. Han representerade delstaten Oregon i USA:s senat 1945–1969. Han profilerade sig som motståndare till Vietnamkriget.
Morse studerade vid University of Wisconsin-Madison. Han studerade därefter juridik vid University of Minnesota och Columbia Law School. Han tjänstgjorde som professor i juridik vid University of Oregon 1931–1944.
Morse besegrade den sittande senatorn Rufus C. Holman i republikanernas primärval inför senatsvalet 1944. Morse vann sedan själva senatsvalet och omvaldes 1950. Han var en progressiv republikan och en vän av fackföreningsrörelsen. Republikanerna nominerade Dwight D. Eisenhower och Richard Nixon i presidentvalet i USA 1952. Morse lämnade partiet i protest mot nomineringen av Nixon som vicepresidentkandidat.
Morse var partipolitiskt obunden fram till 1955 då Lyndon B. Johnson övertalade honom att gå med i demokraterna. Morse omvaldes 1956 och 1962 som demokrat. Han kandiderade dessutom utan framgång i demokraternas primärval inför presidentvalet i USA 1960. Han var från början emot Vietnamkriget. Endast två senatorer röstade emot Tonkinresolutionen år 1964: demokraterna Morse och Ernest Gruening. Morse förlorade anhängare bland demokraterna då han offentliggjorde sitt stöd åt republikanen Mark Hatfield i senatsvalet 1966. Orsaken var att demokraten Robert B. Duncan stödde Johnsons krigspolitik, medan Hatfield var motståndare till kriget. Demokraterna nominerade ändå Morse i senatsvalet 1968 men han förlorade valet knappt mot Bob Packwood. Demokraterna nominerade Morse ännu en gång i senatsvalet 1972. Han förlorade mot den sittande senatorn Hatfield.
Morse var kongregationalist och frimurare. Han gravsattes på Rest Haven Memorial Park i Eugene.